# Jehan Masselin
Pour les articles homonymes, voir Masselin.
Jehan Masselin, né vers 1433 et mort en 1500, est député du clergé aux États généraux de Tours de 1484. Il est resté connu comme le rédacteur du Journal des États de 1484.
Chanoine de la cathédrale de Rouen, reçu en droit civil et canon avant d'être official de l'archevêque, il avait la réputation d'être disert et habile. Conseiller-clerc à l'Échiquier, puis au parlement de Normandie, il est élu député du bailliage de Rouen, pour les États généraux de Tours, aux côtés du chevalier Georges de Clere, de Jacques de Croismare et Pierre Daguenet. Il assiste à l'intégralité des États, du 5 janvier au 14 mars 1484. Il a reproduit en latin dans son Journal les discours, notamment celui du député de la noblesse Philippe Pot défendant la souveraineté du peuple.